# My Love Is a Bulldozer
Albums de Venetian Snares
Poemss
(2014)
My Love Is a Bulldozer est un album studio de breakcore, commercialisé le 16 juin 2014, composé par l'artiste canadien Venetian Snares. L'album est également disponible depuis le 17 juin en téléchargement numérique sur des sites tels que Rdio et Spotify.

## Développement
Venetian Snares (Aaron Funk) annonce un nouvel album courant l'année 2014 au label Planet Mu, après deux ans d'absence sous ce nom depuis la parution de son EP intitulé Fool the Detector, et quatre ans depuis la sortie d'un album sous ce nom, le dernier étant My So-Called Life. Il présente, par la même occasion, des dates de tournée en Europe, au Japon, puis pour l'Amérique du Nord entre Vancouver au Canada, et Philadelphie aux États-Unis. Planet Mu, de son côté, fait paraître la couverture en avant-première sur laquelle Funk apparaît en centaure, ainsi qu'une date de sortie pour le 16 juin 2014. Avant la parution de l'album, le label explique que Funk a inclus sa propre voix dans certaines de ces chansons.

## Liste des titres
| 1.    | 10th Circle of Winnipeg | 7:00 |
| 2.    | Deleted Poems           | 3:13 |
| 3.    | 1000 Years              | 6:13 |
| 4.    | Your Smiling Face       | 3:05 |
| 5.    | Amazon                  | 4:05 |
| 6.    | My Love Is a Bulldozer  | 5:08 |
| 7.    | She Runs                | 7:05 |
| 8.    | 8am Union Station       | 1:41 |
| 9.    | Shaky Sometimes         | 3:32 |
| 10.   | Too Far Across          | 2:46 |
| 11.   | Dear Poet               | 6:47 |
| 12.   | Your Blanket            | 3:07 |
| 54:52 |                         |      |

## Accueil
Quelques jours après sa sortie, My Love Is a Bulldozer est accueilli par quelques rédacteurs. Le site Popdin lui attribue une note quatre étoiles sur cinq. The Line of Best Fit attribue une note de 6 sur 10 à l'album.